# Осиротяло произведение
Осиротели произведения са онези произведения (книги, вестници, филми, картини и др.), за които никой от носителите на права не е идентифициран или, в случай, че един или повече от тях са идентифицирани, не може да се установи местонахождението им, въпреки провеждането и документирането на надлежно издирване, направено в съответствие с предвидения в закона ред. Осиротелите произведения могат да бъдат използвани за цели, свързани с надделяващ обществен интерес: осигуряване на достъп до осиротялото произведение; възпроизвеждане на осиротялото произведение за целите на цифровизацията; предоставянето на достъп; индексирането, каталогизирането, съхраняването или реставрирането. Организациите, използвали осиротели произведения, могат да употребят финансовата си печалба единствено за покриване на разходите за цифровизирането на осиротели произведения и за тяхното публично оповестяване.
Лице, което иска да използва защитено с авторско право произведение, следва първо да получи съгласието на автора или носителя на авторското право. Съответно, нарушение на авторско право е налице, когато например някой използва, копира или преработва защитено произведение без съгласието на носителя на авторското право. Съгласно чл. 35 от българския Закон за авторското право и сродните му права за всяко използване на произведение се изисква предварителното съгласие (разрешение) на автора.

## Примери
Въпреки че библиотеките, архивите и музеите разполагат с голям брой осиротели произведения, е трудно да се получат точни данни за броя им. Според проучване, публикувано през април 2009 г., организации на публичния сектор в Обединеното кралство съдържат около 25 милиона осиротели произведения. Сред примерите за такива произведения са снимки от научни експедиции и исторически изображения, стари записи на народна музика, слабо познати романи и друга литература.
За осиротял софтуер в английския език се използва понятието abandonware. През 2015 г. музеят за компютърни игри в Берлин (Computerspielemuseum Berlin) установява, че около половината от колекцията им от видеоигри е от поне частично осиротели заглавия. Депозирането на изходен код на софтуер при ескроу агент на трета страна – т.нар. source code escrow, намалява шанса за осиротяване на софтуера, но въпреки това не е често практикувано. Ескроу обикновено бива изискван от лицензополучателя, за да се гарантира поддръжката на софтуера вместо изоставянето или осиротяването му.

## Въздействие
Осиротелите произведения не може да се използват законно от режисьори, архивисти, писатели, музиканти или радио- и телевизионни оператори в страни, в които законите не позволяват изрично използването им. Исторически и културни документи, като например филмови кадри, снимки и звукозаписи, не могат да бъдат законно използвани в съвременни произведения в такива страни, тъй като правоносителите не могат да бъдат открити, за да дадат разрешението си (изключение е така наречената честна употреба). Честната употреба (на англ: fair use) е юридическа доктрина, която определя обстоятелства, при които е допустимо повторно използване на защитен с авторски права материал без да се изисква предоставяне на разрешение от собственика на правата. При липса на изключение или ограничение от авторското право за целите на свободно използване на осиротели произведения, обществените библиотеки, образователните институции и музеите, които цифровизират стари ръкописи, книги, звукозаписи и филми, могат да изберат да не цифровизират или да не разгласяват на обществеността осиротели произведение като презастраховане срещу евентуален съдебен иск за обезщетение от повторно появилите се правоносители.

## Причини
Според Нийл Нетанел, професор по право в Калифорнийския университет, нарастването на броя на осиротелите произведения се дължи на два фактора – удължаването на срока на авторското право и автоматичното предоставяне на авторскоправна защита без регистрация или подновяване. Нетанел твърди, че правоносителите „нямат стимул да поддържат творбата в обращение“, освен ако не се надяват да спечелят повече пари, отколкото от продуцирането на нови произведения или занимания с по-печеливши дейности.
Някои произведения умишлено биват публикувани по начини, които ги превръщат в изцяло или частично (само за отделни права) осиротели произведения. Всички анонимно издавани от авторите им произведения, независимо от размера на приходите, които генерират за своите автори чрез реклама и други дейности, имат статут на осиротели произведения. Авторите на осиротели произведения твърдят, че подобен тип анонимно публикуване успешно генерира приходи, а и същевременно предпазва самоличността на хората, които се страхуват или не желаят да бъдат идентифицирани.

## Специфики по региони и държави

### Европейски съюз
През 2007 г. Европейската комисия (ЕК) публикува доклад относно цифровото съхранение на осиротели произведения и такива, които вече не се публикуват.
На 4 юни 2008 г. европейски представители на музеи, библиотеки, архиви, аудиовизуални архиви и правоносителите подписват Меморандум за разбирателство, в който призовават за законодателство за осиротелите произведения, подкрепено от правоносителите, което да подпомага институциите за културно наследство при цифровизиране на книги, филми и музика, чиито автори са неизвестни, и предоставянето им на обществеността онлайн.
През 2009 г. Стратегическият алианс за съдържание и благотворителната кампания „Collections Trust“ изготвят доклад за мащаба и въздействието на осиротелите произведения, както и за влиянието им върху предоставянето на обществени уеб услуги.
През октомври 2012 г. Европейският съюз приема Директива 2012/28/ЕС относно осиротелите произведения. Тя обхваща осиротели произведения, като например печатни произведения (книги, списания, периодични издания и вестници), кинематографични и аудио-визуални произведения, фонограми и произведения, включени в други произведения или фонограми, които са създадени в ЕС. При определени обстоятелства Директивата може да се прилага и за непубликувани произведения (например писма или ръкописи). Учените не са единодушни дали осиротелият софтуер и видеоигрите („Abandonware“) могат да се причислят към категорията аудиовизуални произведения. 
Преди определянето на едно произведение за осиротяло, бенефициерите извършват надлежно издирване. Министърът на културата също може да се включи в процеса. Процедурата по установяване на статута на едно произведение включва идентифициране на авторите на произведението, идентифициране на правоносителите, локализиране на правоносителите, документиране на процеса по търсене. След неуспешно намиране на автор/ правоносител, произведението бива считано за осиротяло.
Съгласно член 3, параграф 6 от Директива 2012/28/ЕС, се създава и управлява единна публично достъпна онлайн база данни за осиротели произведения. Базата данни съдържа широк кръг от произведения, които първоначално са били публикувани или предадени в държавите – членки на ЕС, включително: (1) книги, периодични издания, вестници, списания и други печатни произведения; (2) фонограми и кинематографични или аудио-визуални произведения; (3) непубликувани произведения (писма и ръкописи); (4) произведения, включени в други произведения или фонограми, като например фотографии; (5) частично осиротели произведения, т.е. произведения с повече от един автор, получили съгласие за ползване от някой от правоносителите.
В Директивата 2012/28/ЕС е предвидено създаването и управлението на единна публичнодостъпна онлайн база данни, съдържаща информация относно посочените в директивата осиротели произведения, която да бъде поверена на Службата за хармонизация във вътрешния пазар (OHIM). Базата данни за осиротели произведения на OHIM започва да работи на 27 октомври 2014 г.. След като се регистрират в компетентния национален орган, всички организации бенефициери, отговарящи на изискванията на закона, могат да получат разширен достъп до нея. Другите потребители имат ограничен достъп до информацията.
Базата данни осигурява лесен достъп до важна информация за осиротели произведения на организациите бенефициери, които се стремят да ги използват в усилията си за цифровизиране. В процеса на търсене тези организации трябва да записват в базата данни и произведенията, които са идентифицирали като осиротели. 
Автори от всякакво естество могат да потърсят произведенията си в Базата данни за осиротели произведения. В случай, че намерят тяхно произведение могат да се свържат с организацията, предоставила произведението, и да сменят статута му.
Освен това Базата данни предоставя доклади и статистически данни за осиротелите произведения, които са били регистрирани, на организациите бенефициери и упълномощените държавни органи.

### България
Изискванията на Директивата от 2012 г. са въведени в българското право през 2015 г. В раздел VIII от Закона за авторското право и сродните му права могат да бъдат намерени правилата за използване на осиротели произведения и звукозаписи. Всяко произведение, което има статут на осиротяло в държава от Европейския съюз, се смята за осиротяло и във всички други държави, членки на съюза.
Според българското законодателство едно произведение се смята за осиротяло, ако правоносителят не може да бъде идентифициран или местонахождението му не може да бъде установено. В случай, че правоносителите са повече от един, то произведението може да бъде използвано спрямо разпоредбите, само ако поне един от правоносителите е идентифициран, местонахождението му е известно и изрично е дал съгласието си за употребата на даденото произведение. 
Според чл. 71 г. в ЗАПСП в Република България надлежно търсене се извършва по отношение на произведения, които са публикувани за пръв път в страната, и на такива, чийто автор е установен в друга държавата. Ако има съмнения за съществуването на даденото произведение в друга държава, то тогава се извършва справка и в тази държава. 

### Канада
Законът за авторското право на Канада съдържа схема за допълнително лицензиране, която позволява на Канадския съвет по авторско право да предоставя лицензии за използване на публикувани произведения от името на неидентифицирани носители на права. Условията за получаването на такива лицензии е потенциалният лицензодател да опита да открие правоносители на даденото произведение. Към март 2019 г. съветът е предоставил 304 такива лицензии и е отказал 24 заявления.

### Обединеното кралство
На 29 октомври 2014 г. Службата за интелектуална собственост (IPO) въвежда механизъм за онлайн лицензиране на осиротели произведения. . Той се различава от директивата на ЕС (която вече не се прилага в Обединеното кралство) по няколко начина, като например това, че позволява на всеки да предоставя произведения, а не само културните институции, като същевременно продължава да налага такси за кандидатстване и лицензиране. В официално изявление службата за интелектуална собственост обявява, че: „Обединеното кралство предоставя достъп до 91 милиона осиротели произведения“, но четири години по-късно са издадени само 144 лицензии за общо 877 произведения.

### Съединените Американски Щати
Законът за авторското право от 1976 г., който премахва необходимостта от регистриране на произведения, защитени с авторско право, довежда до проблем с осиротелите произведения в САЩ. Вместо това всички „оригинални авторски произведения, фиксирани на какъвто и да е физически носител“, автоматично получават авторскоправна закрила съгласно 17 U.S.C. § 102.
Параграф З от 17 U.S.C. § 108 урежда допълнителни права за библиотеките и агенция „Архиви“ за използването определен брой пъти копия на осиротели произведения.
Учени от редица университети правят опити за предоставяне на достъп до осиротели произведения през последното десетилетие. Мичиганският университет успешно създава HathiTrust orphan works project, но малко след това бива съден от автори, които не са граждани на САЩ. Делото приключва в полза на учените от университета.
През октомври 2017 г. започват да се добавят осиротели произведения, отговарящи на критерии съгласно 17 U.S.C. § 108., в американската цифрова библиотека – „Интернет архив“.

### Други
Възможности за лицензиране на осиротелите произведения са уредени законодателно и в държави като Унгария, Индия, Япония, Саудитска Арабия и Южна Корея.